# 메이절 배럿
메이절 배럿(Majel Barrett, 1932년 2월 23일 ~ 2008년 12월 18일)은 미국의 배우이다.

## 출연 작품
- 햄릿 A.D.D. (2013)
- 스타 트렉: 더 비기닝 (2009)
- 안드로메다 (2000)
- 파이널 컨플릭트 (1997)
- 스타 트랙 8 - 퍼스트 콘택트 (1996)
- 스타 트렉 - 보이저: 케어테이커 (1995)
- 스타 트렉 - 보이저 TV 시리즈 (1995)
- 스타 트랙 7 - 넥서스 트랙 (1994)
- 스타 트렉 - 넥스트 제너레이션 TV 시리즈 (1987)
- 스타 트랙 4 - 귀환의 항로 (1986)
- 스타 트랙 (1979)
- 산타 옷을 입은 사나이 (1978)
- 암살 음모 (1977)
- 스타 트렉 (1973)
- 이색지대 (1973)
- 가이드 포 더 메리드 맨 (1967)
- 스타 트렉 : 디 오리지널 시리즈 시즌1 (1966)
- 스타 트렉 (1965)
- 보난자 (1959)
- 검은 난초 (1958)
- 비버는 해결사 - TV 시리즈 (1957)